# مستقیم (آلبوم ونگلیس)
«مستقیم» نام آلبومی است از هنرمند اهل یونان ونجلیس که در سال ۱۹۸۸ میلادی به طور رسمی منتشر شد.